# Aspilota caudatula
Aspilota caudatula är en stekelart som beskrevs av Fischer 1969. Aspilota caudatula ingår i släktet Aspilota och familjen bracksteklar. Inga underarter finns listade.